# Omen (film 1976)
Omen (tytuł oryg. The Omen) – brytyjsko-amerykański horror z 1976 w reżyserii Richarda Donnera i ze scenariuszem Davida Seltzera.  W rolach głównych wystąpili Gregory Peck oraz Lee Remick. Jest on pierwszym obrazem z serii filmów o tym tytule.
Po premierze w 516 kinach w 316 miastach, Omen zarobił 4 miliony 300 tys. dolarów w ciągu pierwszych trzech dni wyświetleń, ustanawiając tym samym rekord otwarcia w ponad czterdziestoletniej działalności 20th Century Fox. Do końca 1976 dochód szacowano na 23 miliony 500 tys. dolarów, dzięki czemu uplasował się on na 3. miejscu w amerykańskim box offisie (do 1989 wygenerował zysk w wysokości 65 milionów dolarów).

## Fabuła
Film opowiada o dzieciństwie Damiena Thorna (Harvey Spencer Stephens), który został zamieniony tuż po porodzie i stał się synem zamożnego dyplomaty – najpierw w Rzymie, a potem w Londynie – Roberta Thorna (Gregory Peck). Obawiając się reakcji swojej żony Katherine (Lee Remick) na wieść o tym, że ich syn zmarł zaraz po porodzie, zgadza się na zamianę i „adoptuje” chłopca, którego matka zmarła tuż po porodzie. Jego nowa rodzina nie jest świadoma faktu, że mały chłopiec jest potomkiem Szatana, biblijnym Antychrystem. Jednakże Damien, dorastając (czas akcji filmu to 5 lat), pokazuje, że nie jest „zwykłym” dzieckiem, np. nie choruje, boją się go zwierzęta (oprócz psów). Oznaki te są jednak początkowo ignorowane przez rodziców, a zwłaszcza przez matkę.

## Obsada
Opracowano na podstawie materiału źródłowego:

- Gregory Peck – dyplomata Robert Thorn
- Lee Remick – Katherine Thorn, żona Roberta
- David Warner – Keith Jennings
- Billie Whitelaw – pani Baylock
- Leo McKern – Bugenhagen
- Harvey Spencer Stephens – Damien Thorn, „adoptowany” syn Thornów
- Patrick Troughton – ojciec Brennan
- Anthony Nicholls – doktor Becker
- Martin Benson – ojciec Spiletto
- Sheila Raynor – pani Ingrid Horton
- Holly Palance – młoda niania
- Robert McLeod – pan Horton
- John Stride – psychiatra
- Tom Dugan – ksiądz
- Robert Rietti – mnich
- Roy Boyd – reporter
- Nancy Manningham – pielęgniarka
- Nicholas Campbell – strażnik ambasady
- Bruce Boa – pierwszy pomocnik Thorna
- Don Fellows – drugi pomocnik Thorna
- Patrick McAlinney – fotograf
- Dawn Perlman – pokojówka
- Miki Iveria – pierwsza zakonnica
- Betty McDowall – amerykańska sekretarka
- Burnell Tucker – członek tajnych służb